# Vytautas Nekrošius
Vytautas Nekrošius (* 10. Juni 1970 in  Vilnius) ist ein litauischer Zivilverfahrensrechtler, Professor und grüner Politiker, seit 2019 Ratsmitglied der Rajongemeinde Molėtai.

## Leben
Er ist der Sohn von Ipolitas Nekrošius  (* 1936).
Nach dem Abitur an der Mittelschule  absolvierte Vytautas Nekrošius von 1988 bis 1993 das Diplomstudium des Rechts an der Universität Vilnius und das erwarb 1994 den Master of Laws an der Johann Wolfgang Goethe-Universität in Frankfurt/Main. Er promovierte 1996 im Zivilprozessrecht und war als wissenschaftlicher Assistent tätig, unterrichtete an der Universität Vilnius als Lektor und dann als Dozent. 
2003 wurde Vytautas Nekrošius zum Dekan der Rechtsfakultät an der Universität Vilnius gewählt. Nekrošius war Gastdozent (im Rahmen der DAAD-Gastdozentur) an der Universität Kiel und war Gastforscher an den Universitäten in Heidelberg, Münster, Hamburg und Frankfurt. Er habilitierte an der Universität Łódź am 12. Dezember 2003. Seit 2005 ist Vytautas Nekrošius Professor an der Universität Vilnius. 
Seit 2016 leitet er den Litauischen Juristenverein.
Vytautas Nekrošius ist einer der Gründer des Zentrums für Deutsches Recht in Vilnius.
Bei Kommunalwahlen in Litauen 2019 nahm er teil und gewann ein Mandat in Molėtai. Bei Kommunalwahlen in Litauen 2023 wurde er zur zweiten Amtszeit wiedergewählt. 
Nekrošius ist Mitglied der Akademie der Wissenschaften Litauens und war stellvertretender Vorsitzender des Vereins der litauischen Juristen. Er ist auch Mitglied und Ratsvorsitzender von Lietuvos žaliųjų partija, der litauischen Grünen.